# Salvador Artigas
Pour les articles homonymes, voir Artigas (homonymie).
Artigas  Sahún est un nom espagnol. Le premier nom de famille, en général paternel, est Artigas ; le second, en général maternel, souvent omis, est Sahún.
Salvador Artigas Sahún, né le 23 février 1913 à Talavera de la Reina et mort le 6 septembre 1997 à Benidorm, est un joueur et un entraîneur de football espagnol, qui évoluait au poste de défenseur.
Formé au FC Barcelone, il y commence sa carrière avant de jouer au Levante UD jusqu'à la guerre d'Espagne. Pilote de chasse dans les rangs républicains, il fuit son pays lors de la prise de pouvoir de Franco, et s'installe en France. Il y joue aux Girondins de Bordeaux, à l'US Le Mans puis au Stade rennais, avant de revenir dans son pays, pour jouer à la Real Sociedad, en 1949.
Il embrasse ensuite la carrière d'entraîneur en France et en Espagne. Il dirige ainsi le FC Barcelone durant deux ans, avant de devenir brièvement sélectionneur de l'équipe d'Espagne, en 1969. Salvador Artigas poursuit ensuite sa carrière jusqu'en 1973, entraînant plusieurs clubs professionnels espagnols.

## Carrière

### Carrière de joueur
- 1930-? : FC Barcelone
- 1938-1939 : Girondins de Bordeaux
- 1939-1944 : Le Mans UC
- 1944-1949 : Stade rennais
- 1949-1952 : Real Sociedad
- 1952-1955 : Stade rennais

### Carrière d'entraîneur
Il commence sa carrière d'entraîneur pour le Stade rennais université club en France en 1952. Il accompagne alors le club de la première division à la seconde lors de sa rétrogradation en 1953. Il décide alors de quitter le club en 1955, est remplacé par Henri Guérin (entraîneur - joueur) et rejoint la Real Sociedad pour quatre saisons.
Il revient ensuite en France pour passer derrière le banc des Girondins de Bordeaux en 1960. Il prend alors la place de Camille Libar qui vient de donner l'accès aux Girondins à la première division. Il installe durablement le club aquitain en Division 1. En 1964-65, l'équipe finit à la seconde place du podium derrière le FC Nantes. Remplacé en 1967 par Jean-Pierre Bakrim, il rejoint son pays natal et le FC Barcelone pour deux saisons. Il remporte la Copa del Rey en 1968. En 1969, il est entraîneur du Valence FC en collaboration avec Enrique Buqué jusqu'à la fin de la saison 1969-70. Son équipe perd en finale de la Copa contre le Real Madrid.
Il prend alors la direction du club du sud de l'Espagne, l'Elche Club de Fútbol pour une saison en seconde division avant de rejoindre le club basque de l'Athletic Bilbao.
Son dernier club entraîné est le FC Séville lors de la saison 1972-73 et ils finissent à la quatrième place. Il a également été l'entraîneur de l'équipe nationale d'Espagne en 1969 pour quatre matchs.

## Statistiques
| Saison                | Club                  | Championnat           | Championnat | Championnat | Coupe(s) nationale(s) | Coupe(s) nationale(s) | Total | Total |
| Saison                | Club                  | Division              | M.          | B.          | M.                    | B.                    | M.    | B.    |
| 1943-1944             | ÉF Rennes-Bretagne    | Ch. guerre            | 28          | 2           | 4                     | 2                     | 32    | 4     |
| 1944-1945             | Stade rennais UC      | Ch. guerre            | 14          | 1           | 3                     | 1                     | 17    | 2     |
| 1945-1946             | Stade rennais UC      | Division 1            | 18          | 1           | 2                     | 1                     | 20    | 2     |
| 1946-1947             | Stade rennais UC      | Division 1            | 38          | 4           | 1                     | 0                     | 39    | 4     |
| 1947-1948             | Stade rennais UC      | Division 1            | 25          | 0           | 5                     | 0                     | 30    | 0     |
| 1948-1949             | Stade rennais UC      | Division 1            | 30          | 1           | 2                     | 2                     | 32    | 3     |
| 1952-1953             | Stade rennais UC      | Division 1            | 9           | 1           | 0                     | 0                     | 9     | 1     |
| 1953-1954             | Stade rennais UC      | Division 2            | 0           | 0           | 0                     | 0                     | 0     | 0     |
| 1954-1955             | Stade rennais UC      | Division 2            | 4           | 1           | 0                     | 0                     | 4     | 1     |
| Total sur la carrière | Total sur la carrière | Total sur la carrière | 166         | 11          | 17                    | 6                     | 183   | 17    |